# باول ستيفنز (متزلج جماعي)
باول ستيفنز (بالإنجليزية: Paul Stevens)‏ هو متزلج جماعي أمريكي، ولد في 16 أكتوبر 1889 في ليك بلاسيد في الولايات المتحدة، وتوفي في 17 مارس 1949 في سكنيكتادي في الولايات المتحدة.

## وصلات خارجية
- فرنسيس ستيفنز على موقع أوليمبيديا (الإنجليزية)